# Сімадзакі Тосон
Шімадзакі Тосон (яп. 島崎 藤村, しまざき とうそん 25 березня 1872 — 22 серпня 1943) — японський письменник та поет періоду Мейдзі. Представник течії реалізму в новій японській літературі. Справжнє ім'я — Шімадзакі Харукі (島崎 春樹). 
Основні твори: збірка поезій «Молоді паростки», романи «Порушений заповіт», «Весна», «Родина», «Нове життя» та інші.

## Біографія
Шімадзакі Тосон народився у гірській префектурі Наґано (тепер це префектура Ґіфу) і провів своє дитинство у сільській місцевості Кісо, звідки він поїхав у 1881 р. Його батько збожеволів і помер, коли йому виповнилося 14 років, після чого Шімадзакі виховували друзі його сім'ї. Згодом його старша сестра також померла від психічних розладів.
Після закінчення університету у 1891 р. викладав англійську мову у школі для дівчат. У ті роки зацікавився літературою, почав видавати журнал «Бунґакукай» разом з Кітамура Тококу і Хошіно Тенчі. У 1894 р. його близький приятель Кітамура Тококу покінчує життя самогубством, що справило на нього дуже сильне враження. 
Одружився у 27 років, у нього народилося 3 доньки, які померли від недоїдання під час його роботи над романом «Порушений заповіт». Жінка померла згодом після народження четвертої доньки у 1910 р.
Після смерті жінки до нього приїхала племінниця Комако допомагати по дому, але їхній зв'язок призвів до вагітності Комако, і письменник вирушає в Париж, залишивши дівчину у Японії.
Шімадзакі повертається в Японію через 3 роки у 1916 р., де по поверненні викладає в університеті. Був членом Академії мистецтв Японії з 1940 р.
Помирає у 1943 р. від інсульту. Останніми словами письменника були: «Прохолодний вітер, чи не так?» (яп. 涼しい風だね).

## Творчість
- Літературну діяльність починав як поет-романтик.  Його перша збірка «Молоді паростки» («Ваканашю», яп. 「若菜種」) була опублікована у 1897 р. Ця збірка та 3 наступних припали на розквіт романтизму періоду Мейдзі. Великою заслугою поета є те, що він доклав багато зусиль для утвердження «вірша нової форми» (яп. 新体詩, しんたいし), який порвав з традиціями феодальної поезії.
- Проте вже через кілька років Шімадзакі починає більше цікавитися сучасними проблемами, і переходить до написання прози.

- Його перший роман «Порушений заповіт» («Хакай», яп. 「破戒」), який письменник опублікував у 1906 р. власним коштом, зразу розійшовся повним накладом та отримав найвищу похвалу як реалістичний роман. Твір порушує проблему соціальної нерівності, зокрема становище касти вигнанців «ета». Це історія про вчителя «ета», який до кінця роману тримає своє походження вигнанця у таємниці.

- Його другий роман «Весна» («Хару», яп. 「春」, 1908) — це лірична і сентиментальна історія про роки, проведені у гуртку поетів «Бунґакукай».

- Третій роман «Родина» («Іе», яп. 「家」, 1910–1911) розповідає про занепад двох провінційних родин.

- Роман «Нове життя» («Шінсей», яп. 「新生」, 1918–1919) — автобіографічний твір про позашлюбні стосунки з його племінницею Комако. У творі письменник намагається виправдати свою поведінку, аргументуючи це тим, що його батько здійснив такий самий гріх, проте читачі не розділили його поглядів.

- Твір «Перед світанком («Йоакемае», яп. 「夜明け前」, 1929–1935) — це історичний роман про Реставрацію Мейджі з точки зору провінційного учасника Кокуґаку.